# Kryštof Rímský
Kryštof Rímský (* 13. srpna 1975, Hradec Králové) je český divadelní a filmový herec, člen souboru Divadla na Vinohradech. V roce 2003 absolvoval herectví alternativního a loutkového divadla na DAMU. Prošel angažmá v kladenském divadle Lampion (2003–2004), brněnském HaDivadle (2004–2005) a Činoherním studiu v Ústí nad Labem (2005–2020). Je synem herce Pavla Rímského.

## Divadelní role (výběr)

### Divadlo na Vinohradech

#### Velká scéna

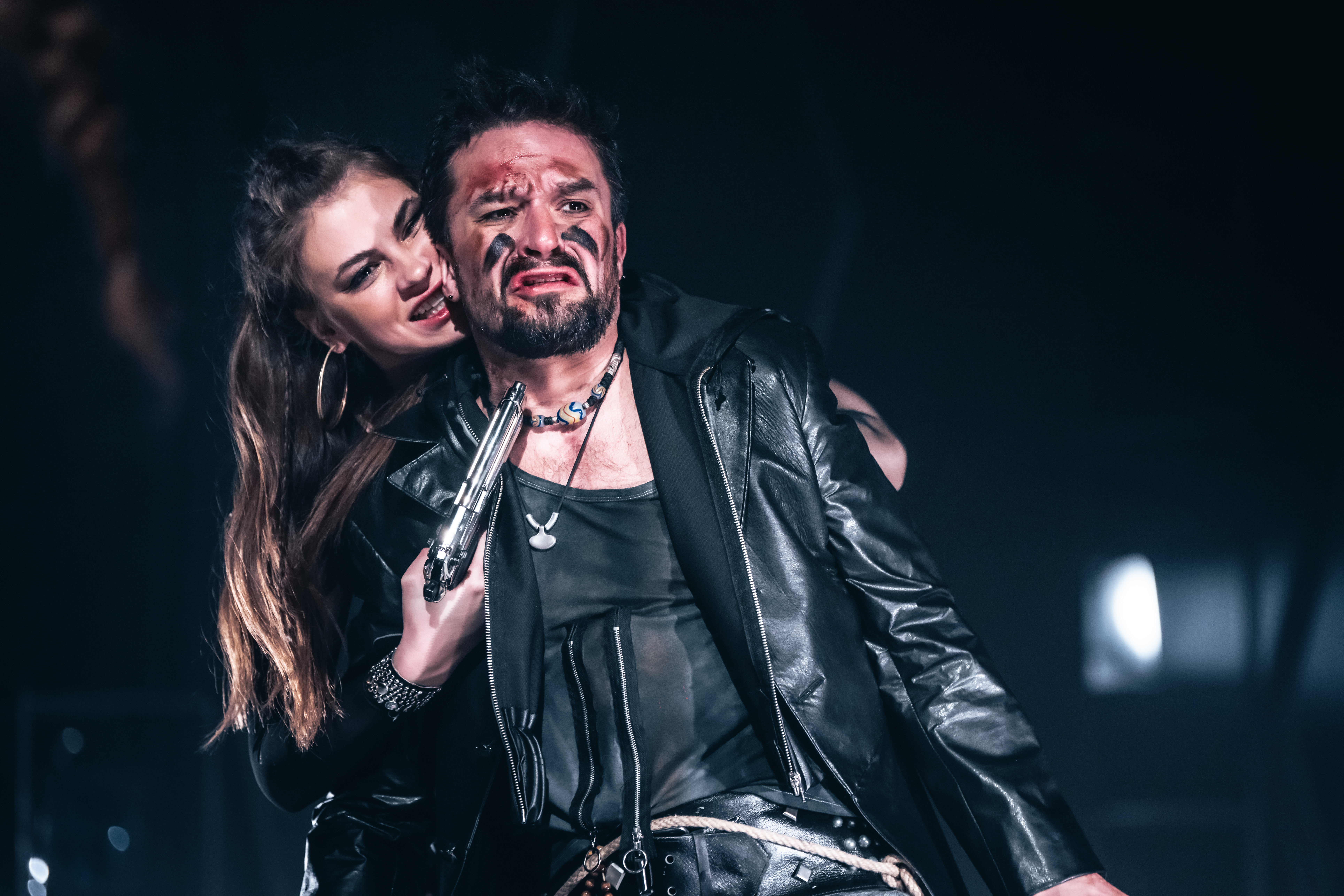
Kryštof Rímský v roli Ortuňa, se Sárou Rychlíkovou (Pascuala), v inscenaci Vzpoura lásky (Fuente Ovejuna), Divadlo na Vinohradech, foto Petr Chodura (2023)

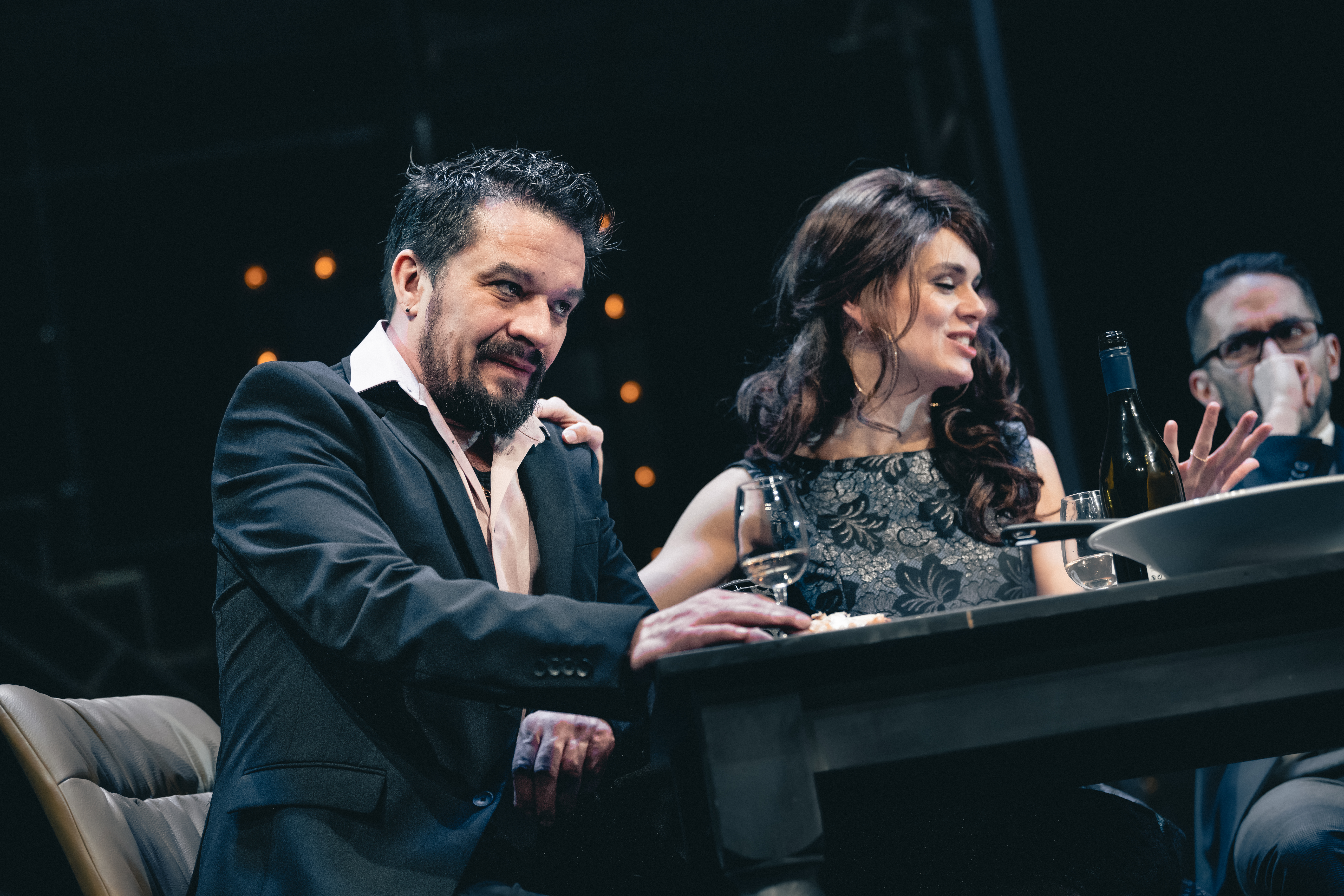
Kryštof Rímský v roli Steva Heidebrechta, v inscenaci Srpen v zemi indiánů, Divadlo na Vinohradech, foto Petr Chodura (2024)

- 2020 Friedrich Dürrenmatt: Návštěva staré dámy, režie: Jan Burian, premiéra: 6. září 2019, role: Illův syn
- 2020 Milan Uhde – Miloš Štědroň: Balada pro banditu, režie: Juraj Deák, premiéra: 2. října 2020, role: Derbak
- 2021 Guy de Maupassant – Vladimír Čepek: Miláček, režie: Šimon Dominik, premiéra: 3. prosince 2021, role: Langremont – Laroche-Mathieu
- 2023 Lope de Vega: Vzpoura lásky (Fuente Ovejuna), režie: Pavel Khek, premiéra: 31. března 2023, role: Ortuňo
- 2023 Molière: Lakomec, režie: Pavel Khek, premiéra: 20. října 2023, role: Mistr Jakub
- 2024 Tracy Letts: Srpen v zemi indiánů, režie: Petr Svojtka, premiéra: 22. března 2024, role: Steve Heidebrecht
- 2025 Alena Mornštajnová – Jiří Janků: Hana, režie: Petr Svojtka, premiéra: 4. dubna 2025, role: Karel Karásek

#### Studiová scéna

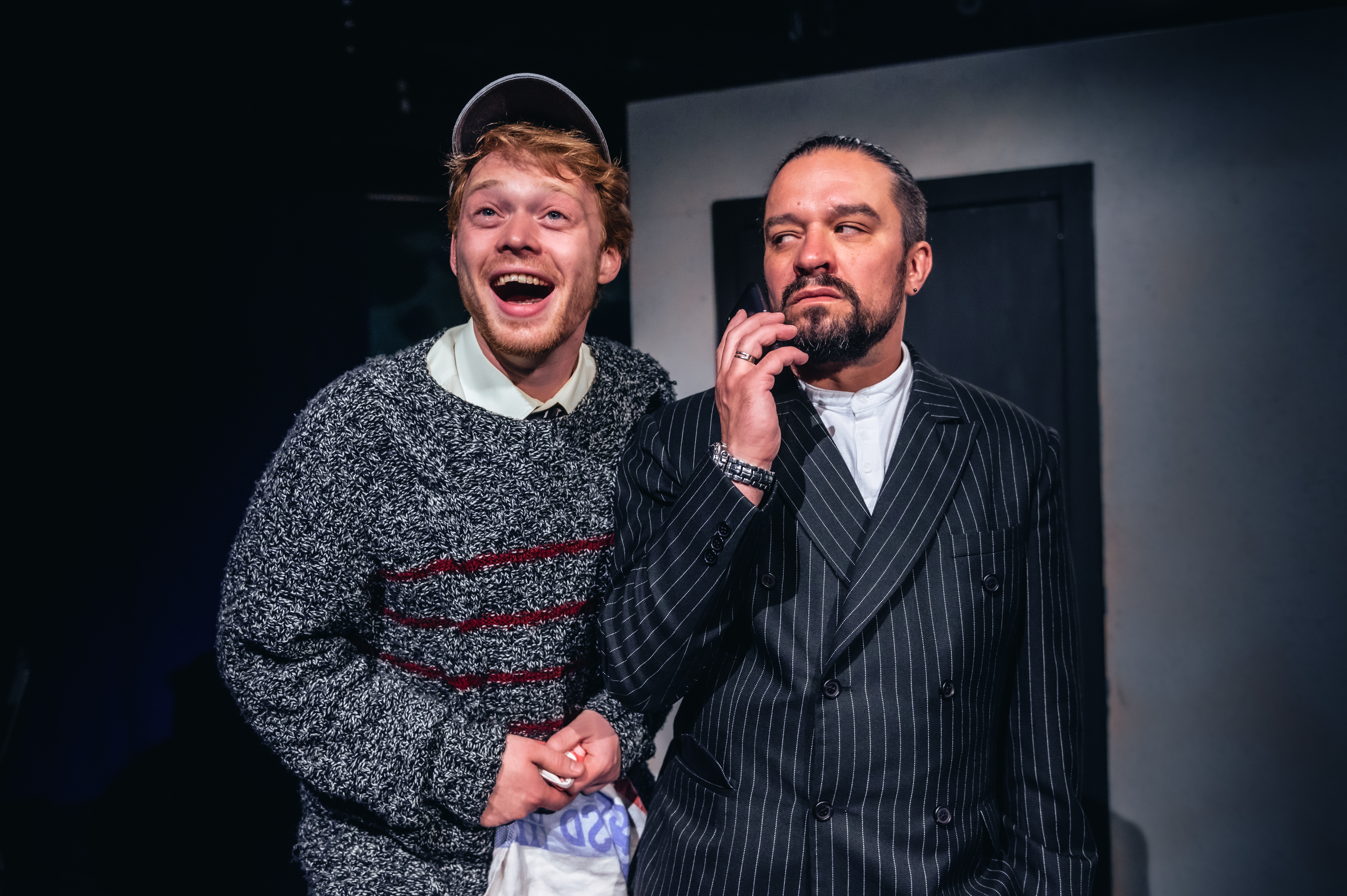
Kryštof Rímský v roli Ivana s Jiřím Roskotem (Soetkin), v inscenaci Láska! Prsty! Salman Rushdie!, Divadlo na Vinohradech, foto Petr Chodura (2022)

- 2022 Daniel Majling: Láska! Prsty! Salman Rushdie!, režie: Barbora Mašková, premiéra: 4. června 2022, role: Ivan